# Huisvlieg
De huisvlieg of kamervlieg (Musca domestica) is een tweevleugelig insect dat behoort tot de familie van de echte vliegen (Muscidae). De huisvlieg is een van de bekendste soorten vliegen en door haar kosmopolitische verspreiding wellicht ook een van de bekendste insecten.
Iedere vlieg kan per ongeluk een huis binnenvliegen, maar de naam huisvlieg is gebonden aan de soort Musca domestica, die in dit artikel beschreven wordt. De wetenschappelijke naam betekent letterlijk vlieg van het huis. De huisvlieg is van de meeste andere vliegen te onderscheiden door de relatief grote lichaamslengte en de drie donkere lengtestrepen op de bovenzijde van het borststuk. Een soort die gemakkelijk verward wordt met de huisvlieg is de kleine kamervlieg (Fannia canicularis), deze soort blijft echter kleiner. Andere soorten vliegen die met de huisvlieg verward kunnen worden, zijn beschreven onder het kopje Onderscheid met andere soorten. Van sommige getoonde afbeeldingen is niet bekend of het specifiek de hier besproken soort Musca domestica betreft of een verwante soort, de beschrijving van dergelijke afbeeldingen is steeds voorzien van een asterisk (*).

## Verspreiding
De huisvlieg komt over vrijwel de gehele wereld voor, maar is in drogere of koudere gebieden wel afhankelijk van de mens om zich te kunnen handhaven. De vlieg is dan ook net als muizen en ratten een typische cultuurvolger. Men ziet de huisvlieg vaak in de buurt van afval of vee. Vaak treft men daar ook hun larven, de maden, in groten getale aan.
Men vermoedt dat het oorspronkelijk leefgebied van huisvliegen het zuidelijke palearctisch gebied was, en dan met name Noordoost-Afrika en het Midden-Oosten. In de voetsporen van de mens heeft de vlieg zich over vrijwel de gehele wereld verspreid. Alleen in heel droge gebieden zoals woestijnen en heel koude gebieden zoals de polen komen geen huisvliegen voor.

## Uiterlijke kenmerken

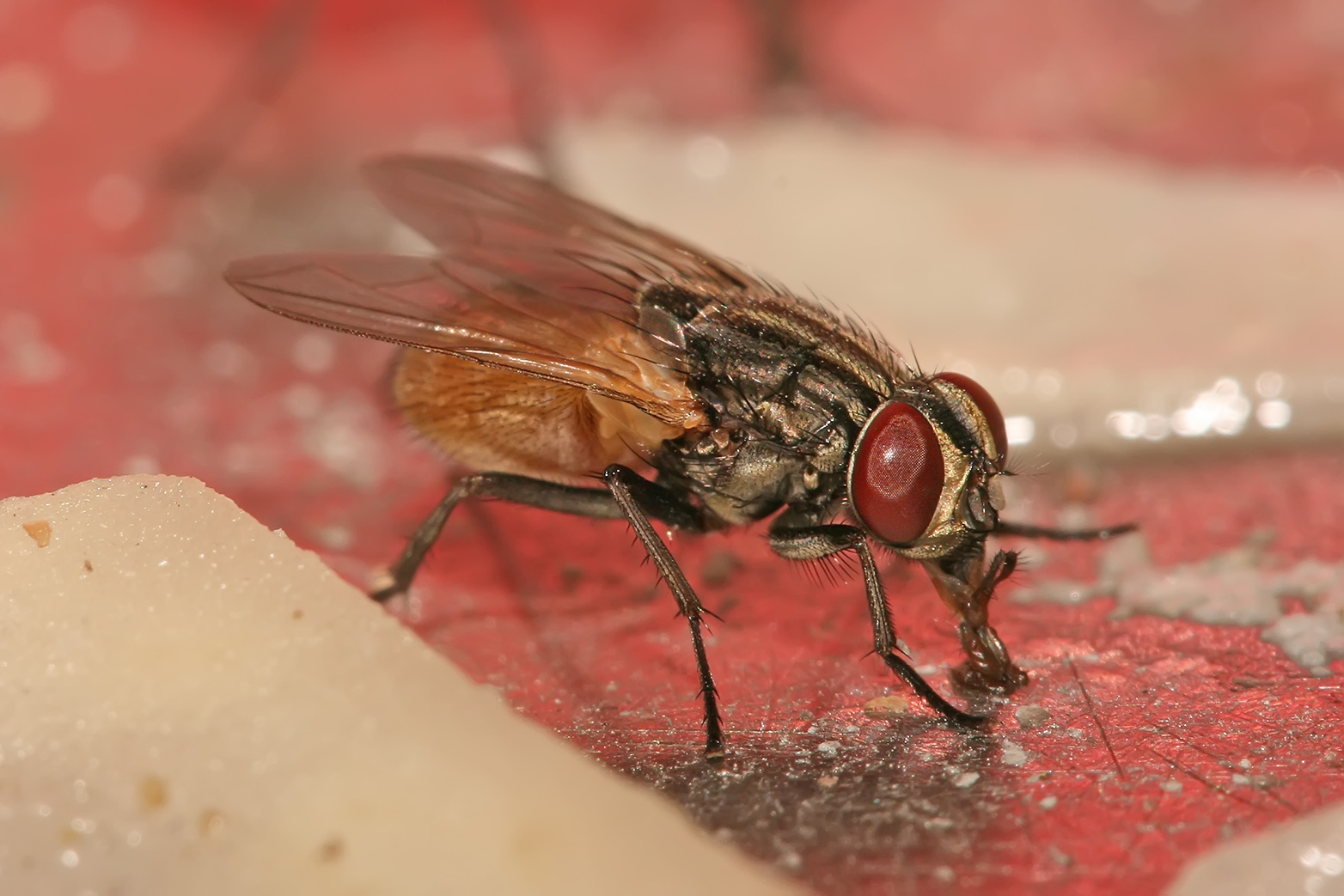
Etende huisvlieg

De huisvlieg is een vrij klein insect en bereikt een lichaamslengte van 6 tot 8 millimeter. De mannetjes blijven gemiddeld wat kleiner dan de vrouwtjes. Het lichaam van de huisvlieg is net als alle insecten ingedeeld in drie hoofdsegmenten, de kop of cephalon, het borststuk of thorax en het achterlijf of abdomen. Deze segmenten zijn zelf ook weer onderverdeeld in deelsegmenten of somieten en dragen verschillende aanhangsels. De kop draagt de gespecialiseerde zintuiglijke organen en de monddelen, het borststuk draagt drie paar poten en een paar vleugels. Het achterste vleugelpaar is net als alle tweevleugeligen omgevormd tot een paar kleine stompjes, de halters.
De huisvlieg is overwegend zwart. De bovenzijde van het achterste deel van zowel de kop als het borststuk zijn zwart, terwijl het borststuk lichtere lengtestrepen aan de bovenzijde heeft. Ook uitsteeksels zoals antennes en poten zijn zwart en hetzelfde geldt voor de lichaamsbeharing. De uiteinden van de poten of tarsen zijn lichter tot geel van kleur.
De grote ogen en het achterlijf van de vlieg zijn niet zwart en hieraan is de huisvlieg van veel andere vliegen te onderscheiden. De ogen zijn duidelijk roodbruin, het achterlijf is grotendeels geelbruin met uitzondering van een brede band in het midden van de bovenzijde, die donkerbruin tot zwart is. Opvallend zijn de lichtere plekjes aan de vleugelbasis, kleine flapjes of calyptra.
De huisvlieg is een veel gebruikt modelorganisme en de uiterlijke kenmerken van het insect zijn tot in detail beschreven en benoemd. De huisvlieg wordt op grote schaal gekweekt in laboratoria voor verschillende doeleinden.

Schema van de belangrijkste lichaamsdelen

### Kop
De kop A van de huisvlieg is direct te herkennen aan de twee grote, vermiljoenrode ogen, elk bestaande uit een groot aantal kleinere suboogjes. De ogen worden daarom ook samengestelde ogen of facetogen 1 genoemd. De facetogen bestaan uit ongeveer 4000 kleine individuele oogjes die de ommatidiën worden genoemd. Ze zijn zeshoekig en hebben ieder een lensje. In het midden van de bovenzijde van de kop zijn drie kleine, enkelvoudige oogjes gelegen. Deze ocelli hebben een ondergeschikte visuele functie. Aan de voorzijde van de kop zijn de antennen 2 gelegen, die een zintuiglijke functie hebben. De antenne draagt een geveerd uitsteeksel genaamd de antenneborstel of arista 3.
Aan de onderzijde van de kop zijn de monddelen gelegen, die de opname van het voedsel verzorgen en het voedsel daarnaast in een verteerbare staat brengen. De monddelen van de huisvlieg zijn sterk verlengd, maar zijn in rust tegen de kop gevouwen, zodat ze slechts deels te zien zijn. De monddelen worden blootgesteld als de vlieg voedsel opneemt, dan worden de monddelen uitgeklapt en zijn de verschillende delen zichtbaar. Het geheel is de proboscis of slurf.
De huisvlieg heeft sterk verlengde monddelen, de bovenlip of labrum 5 en het labellum 6 zijn duidelijk zichtbaar. Het labrum draagt twee maxillaire palpen 4 die voorzien zijn van kleine setae. Het uiteinde wordt gevormd door de onderlip of labium 7 met aan de onderzijde de pseudotracheae 8. De pseudotracheae bestaan uit een aantal kleine buisvormige structuren die het voedsel opzuigen door capillaire werking. Zodra contact wordt gemaakt met vloeibaar voedsel wordt dit opgezogen zonder dat de vlieg actief voedsel zuigt. Zie voor de werking van de monddelen onder voedsel.

### Borststuk
Het borststuk B van de huisvlieg bestaat uit drie delen, elk deel heeft een beschermende plaat aan zowel de bovenzijde, de zijkanten en de onderzijde. De platen die aan de bovenzijde gelegen zijn worden de scuta genoemd en bestaan van voor naar achter uit het prescutum 9, het scutum 11 en het scutellum 14. De platen aan de zijkanten worden de pleura genoemd en bestaan uit het propleuron 17, het mesopleuron 19 en het metapleuron 21. Aan de onderzijde zijn de sterna gelegen, vooraan het poststernum 18, in het midden het mesosternum 20 en aan de achterzijde het metasternum 22. Het borststuk van de huisvlieg bevat ook de ademopeningen of stigmata, ze bestaan uit een voorste ademopening 10 en een achterste ademopening 29 aan beide zijden van het lichaam.
Het borststuk van de huisvlieg draagt net als bij alle insecten drie paar poten en twee paar vleugels. De voorvleugel 15 is met het lichaam verbonden door de vleugelbasis of basicosta 12. De vleugels van de huisvlieg hebben een vleugeladering 16 die bij vliegen een soortspecifiek patroon hebben.
Het achterste paar vleugels is sterk gedegenereerd en is omgevormd tot kleine halters 28. De halters zijn langwerpig en eindigen in een knotsje, de halters zijn erg klein en nauwelijks te zien. Ze spelen een cruciale rol bij het vliegen en de functie is vergelijkbaar met een gyroscoop, het zijn de evenwichtsorganen van de vlieg. De halters zijn verantwoordelijk voor de snelle wendingen die een vlieg kan maken om vijanden en vliegenmeppers razendsnel te vermijden. Als een halter verloren gaat of wordt verwijderd, is de vlieg niet meer in staat om te vliegen.

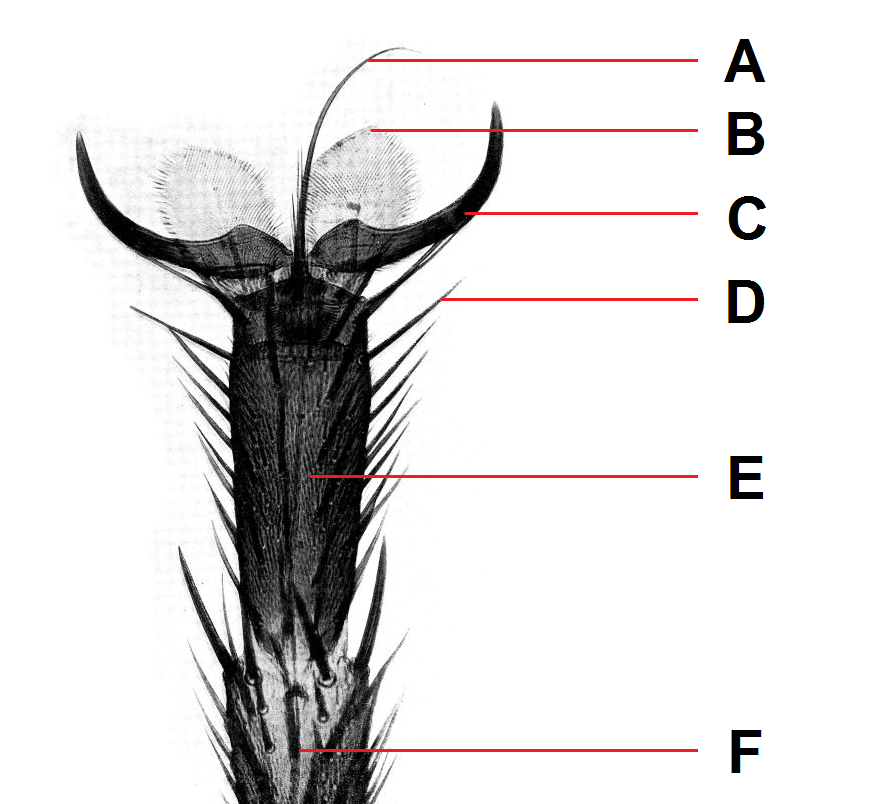
De tarsus of voet van de vlieg*

Aan de vleugelbasis zijn de calyptra 13 gelegen, dit zijn kleine flapjes aan het borststuk. Aan iedere zijde zijn de bovenste en onderste calyptra aanwezig. De calyptra worden soms wel aangezien voor de gedegenereerde vleugels, aangezien ze op een verkleinde versie van een vleugel lijken. De huisvlieg bezit overigens inderdaad twee verkleinde vleugels, de eerder genoemde halters, en de calyptra dienen ter bescherming van deze halters. De vorm en aanwezigheid van de calyptra zijn binnen de groep van vliegen een belangrijke determinatiesleutel; bij sommige vliegen ontbreken deze structuren.
De huisvlieg kan een snelheid bereiken van ongeveer 2 meter per seconde, waarbij de vleugels tot 200 maal per seconde worden bewogen. De huisvlieg hoeft de borstspieren maar een klein beetje te bewegen om de vleugels op en neer te laten gaan. Dit komt doordat de vleugels of omhoog of omlaag staan, een tussenpositie is niet mogelijk. De vleugels schieten door de elasticiteit van het borststuk bij een kleine spierbeweging vanzelf door naar een van de twee posities. Dit wordt wel het klikmechanisme genoemd, waardoor de vleugels tot 600 maal efficiënter kunnen worden bewogen.
De poten van de vlieg bestaan uit gesegmenteerde delen, respectievelijk de heup of coxa 23, de dij of femur 24, de scheen of tibia 25 en ten slotte de voet of tarsus 27. De poten van de vlieg zijn zwart van kleur en zijn net als de rest van het lichaam voorzien van haartjes, de sporen 26. De voet bestaat uit verschillende segmenten, aan het uiteinde zijn twee kleine zuignap-achtige structuren aanwezig waarmee de vlieg zich aan gladde oppervlakken kan hechten. Ook draagt de poot twee kleine haakjes. Deze klauwtjes hebben een functie bij het hechten aan het substraat. De poten bevatten ten slotte chemosensorische haartjes waarmee de vlieg zijn voedsel proeft. Zodra de vlieg ergens op landt, weet het dier direct of de ondergrond eetbaar is of niet. Vliegen poetsen vaak hun pootjes, ze doen dit om de haartjes schoon te houden, zodat ze goed kunnen blijven proeven.

### Achterlijf
Het achterlijf C bestaat bij de huisvlieg uit vier zichtbare segmenten. Er zijn er echter meer aan de achterzijde, deze dragen de geslachtsorganen en de anus. Aan de voorzijde van het achterlijf had de oervorm van de huisvlieg vroeger meer segmenten, het eerste segment is volledig verdwenen, het tweede segment is alleen zichtbaar als twee kleine flapjes aan de voorzijde en het derde en vierde segment zijn met elkaar vergroeid.
Het achterlijf van de vlieg bevat alle inwendige organen, zoals het spijsverteringsstelsel en de bloedsomloop. Vliegen moeten voedingsstoffen naar de spieren voeren waarvoor het bloed als medium wordt gebruikt. Bij de ademhaling speelt de bloedsomloop geen rol, net als bij andere insecten wordt het lichaam van zuurstof voorzien door kleine kanaaltjes die aan de buitenzijde uitmonden in de ademopeningen of stigmata op het borststuk. Het spijsverteringsstelsel van de vlieg is vergelijkbaar met andere vliegen, er wordt vloeibaar voedsel omgezet in kleine pallet-achtige droge korrels.
Het achterlijf draagt duidelijke rijen setae die dienen als mechanoreceptor en kleine luchtwervelingen kunnen waarnemen. Aan de bovenzijde wordt het achterlijf beschermd door de rugplaten of tergieten, aan de onderzijde door de buikplaten of sternieten. In vergelijking met andere insecten zijn de platen relatief dun.

### Zintuigen

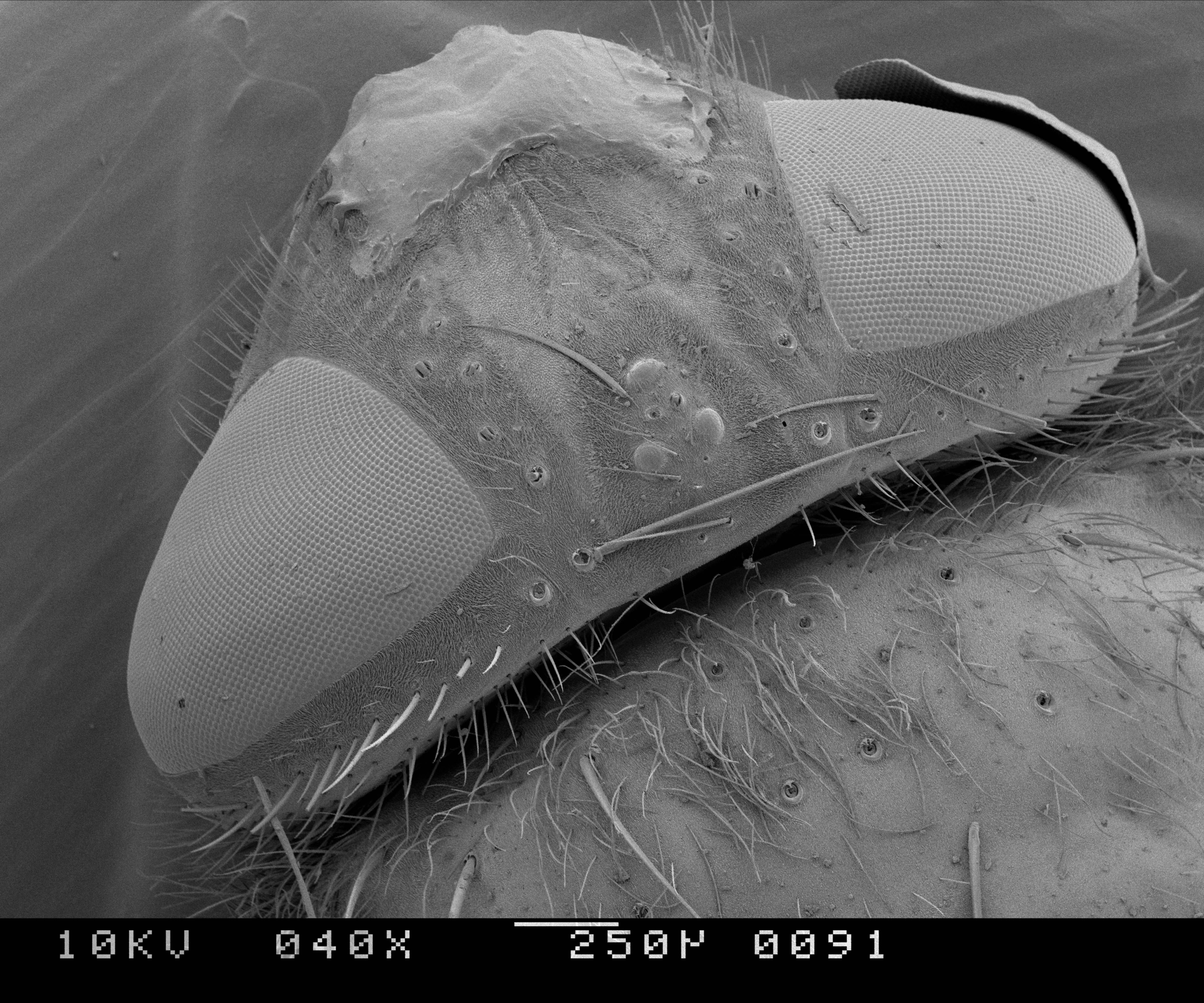
SEM-opname van de kop van een vlieg*, met aan weerszijden de samengestelde ogen, in het midden drie ocelli en ook de kleine haartjes of setae zijn duidelijk zichtbaar. Vergroting: 40x ware grootte

Net als andere insecten zijn vliegen bedekt met een groot aantal zintuiglijke structuren. De kleine haartjes of setae zijn het meest geprononceerd en komen over het gehele lichaam voor. Deze haartjes hebben een tastzintuiglijke functie, het zijn mechanoreceptoren die directe aanrakingen, maar ook kleine veranderingen zoals luchtwervelingen kunnen waarnemen.
De samengestelde ogen van de vlieg zijn het belangrijkste visuele zintuig, maar ondanks de duizenden oogjes kan de vlieg geen gedetailleerd beeld vormen zoals het oog van zoogdieren. Vliegen zijn wel in staat om bewegende objecten waar te nemen en hierop te anticiperen door er hun vlucht op aan te passen. Vliegen kunnen slechts een beperkt aantal kleuren onderscheiden. De ocelli op de bovenzijde van de kop zijn eveneens lichtgevoelig (fotoreceptorisch), maar spelen een ondergeschikte rol. Ze kunnen waarschijnlijk alleen grove lichtverschuivingen waarnemen.
Een van de belangrijkste zintuigen zijn de chemoreceptoren in de poten die kunnen proeven zodat de vlieg kan bepalen of iets eetbaar is of niet. Dit komt ook wel voor bij andere insecten zoals vlinders.
Ook van andere vliegen en ook andere groepen van insecten is de poetsdrift van de huisvlieg bekend. Als het poetsgedrag van verschillende groepen insecten met elkaar wordt vergeleken, blijkt het poetsgedrag van de vliegen grotendeels vergelijkbaar met dat van schorpioenvliegen. Schorpioenvliegen zijn ondanks hun naam geen echte vliegen, maar behoren tot een andere orde; de Mecoptera. Door het sterk gelijkende poetsgedrag is een verwantschap tussen de vliegen en de schorpioenvliegen voorgesteld.
De meeste vliegen kennen een actief poetsgedrag, maar bij de huisvlieg is dit gedrag tot in detail bestudeerd. Het blijkt dat er verschillende vormen van poetsgedrag zijn, te weten het koppoetsen, het monddelenpoetsen, het vleugelpoetsen, het achterlijfpoetsen, het voorpootpoetsen, het middenpootpoetsen en ten slotte het achterpootpoetsen. Hierbij valt op dat de middenpoten nooit afzonderlijk worden gepoetst, ze worden bij het poetsen van de voor- of achterpoten tussen de elkaar schoonmakende poten gestoken.

## Onderscheid met andere soorten

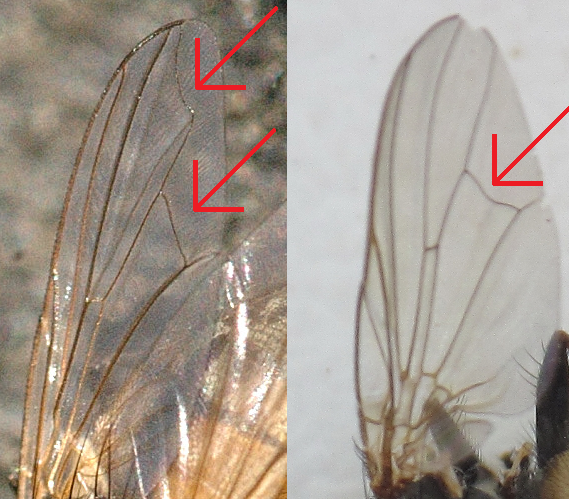
Vleugel van de huisvlieg (links) en de kleine kamervlieg (rechts), de vierde vleugelader is bij de huisvlieg gebogen (bovenste pijl)

De huisvlieg is gemakkelijk van soorten uit andere groepen van vliegen te onderscheiden. Met de vele soorten uit de familie Muscidae waartoe de huisvlieg behoort is dat echter lastiger. Een voorbeeld is de sterk verwante herfstvlieg (Musca autumnalis). Er zijn duizenden soorten die in veel gevallen alleen gedetermineerd kunnen worden door onder een microscoop naar de geslachtsdelen te kijken en deze met een determinatiesleutel te vergelijken. De meer algemene vliegen die weleens in huis opduiken en enigszins lijken op de huisvlieg zijn de kleine kamervlieg, de grijze vleesvlieg en de blauwe vleesvlieg.
Veel vliegen uit andere families zijn door hun bouw en vliegwijze gemakkelijk te onderscheiden. Voorbeelden zijn de grofgebouwde en onhandig vliegende snavelvliegen (Rhagionidae) en de vaak geel met zwart gekleurde zweefvliegen (Syrphidae), die een zeer snelle vlucht hebben en kunnen stilhangen in de lucht.
De huisvlieg is moeilijk te onderscheiden van de kleine kamervlieg, die iets kleiner blijft en een lengte bereikt van 5 tot 6 millimeter. De kleine kamervlieg vouwt zijn vleugels in rustpositie sterker boven het lichaam tegen elkaar dan de huisvlieg. Ook zijn de drie lichtere lengtestrepen op de bovenzijde van het borststuk minder geprononceerd bij de kleine kamervlieg. Ten slotte is ook aan de vleugeladering een belangrijk verschil te zien, de vleugel van de huisvlieg heeft een gebogen vierde vleugelader, terwijl de kleine kamervlieg hier een rechte ader heeft.
Een andere algemene en kosmopolitische soort die te verwarren is met de huisvlieg is de stalvlieg (Stomoxys calcitrans). De stalvlieg komt vooral voor in gebieden met vee, maar kan in tegenstelling tot de huisvlieg bijten. De stalvlieg heeft tot steeksnuit omgevormde monddelen en geen monddelen die een meer deppende werking hebben zoals de huisvlieg en kleine kamervlieg. De monddelen van de stalvlieg zijn niet inklapbaar zoals de monddelen van de huisvlieg en zijn als een dolkachtig uitsteeksel zichtbaar aan de onderzijde van de kop. De stalvlieg leeft van bloed van zoogdieren en kan ook de mens een pijnlijke beet toebrengen. In de praktijk steekt de stalvlieg vooral in het been. De stalvlieg is daarnaast te onderscheiden aan de vleugels, die in de rustpositie iets verder uit elkaar worden gehouden en aan het bredere achterlijf dat grijsbruin is.

Gelijkende soorten
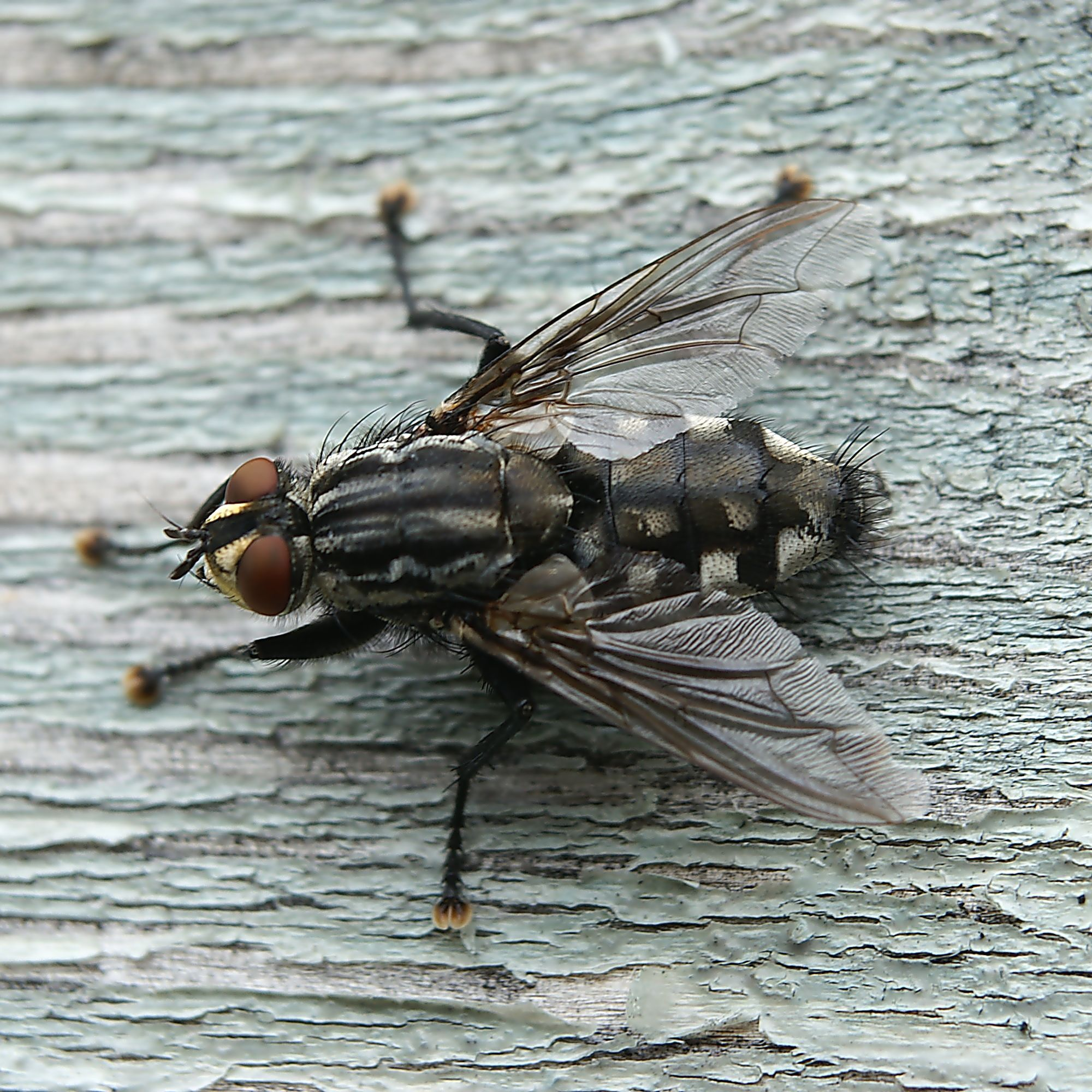
Grijze vleesvlieg
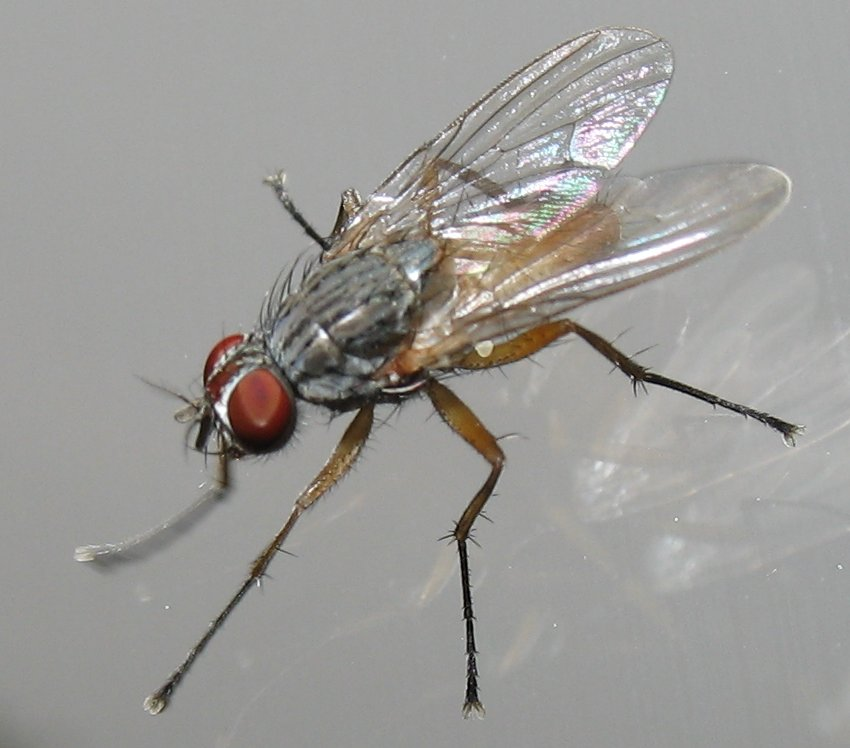
Kleine kamervlieg
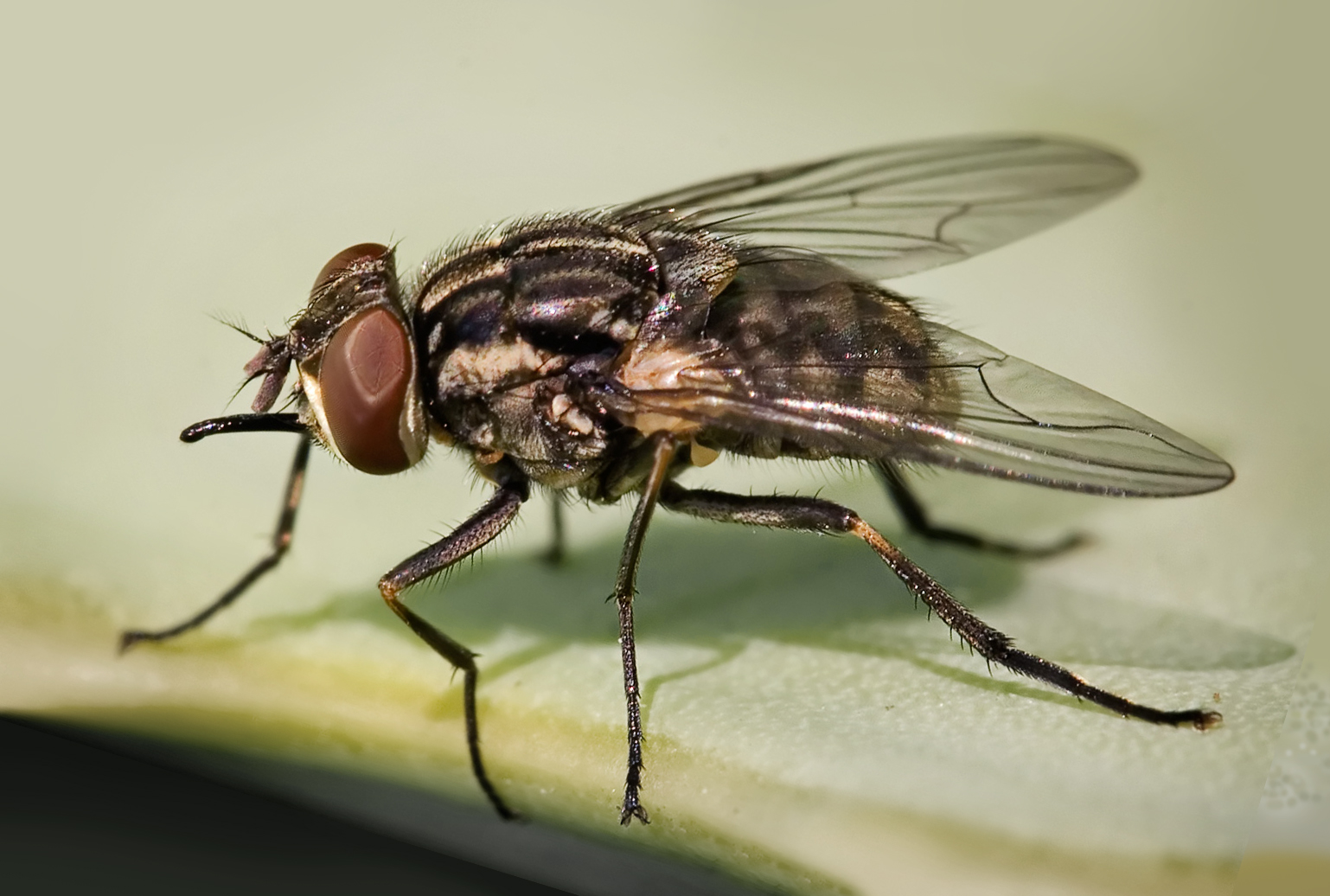
Stalvlieg
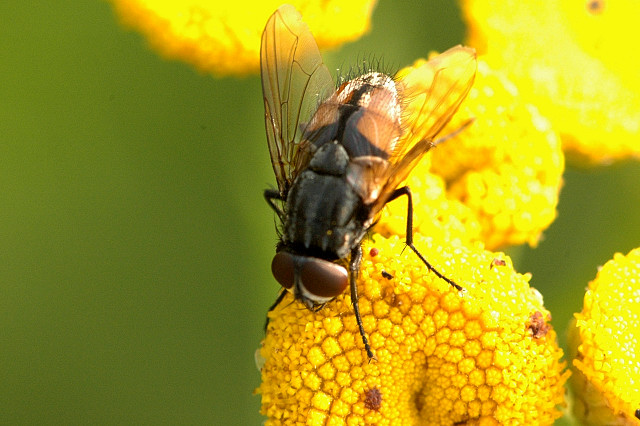
Mannetje herfstvlieg (Musca autumnalis)

## Voortplanting en ontwikkeling

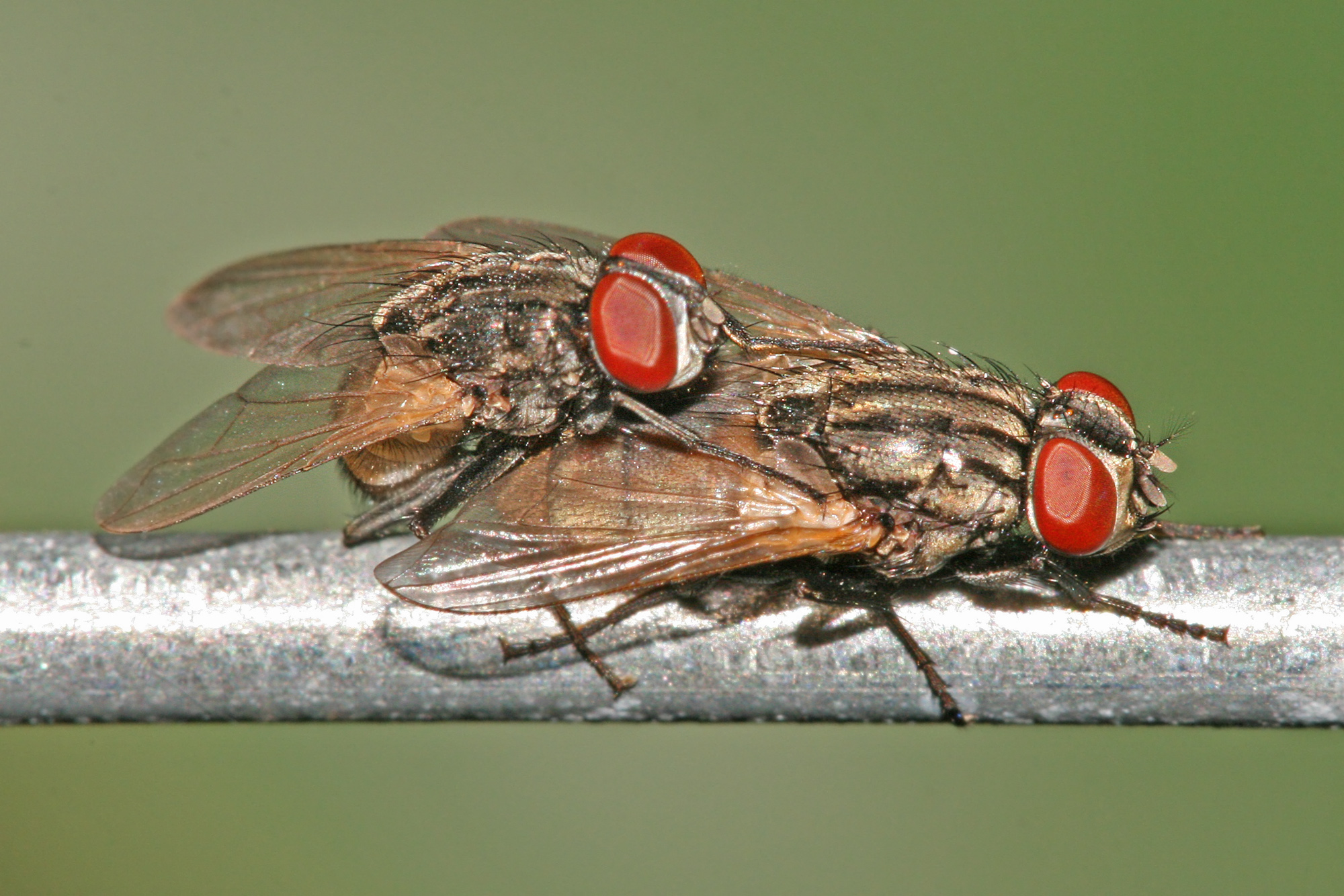
Paring van de huisvlieg, mannetje links. De ogen van mannetjes komen vrijwel samen aan de bovenzijde, bij vrouwtjes liggen ze duidelijk uit elkaar

Huisvliegen komen in alle seizoenen voor in verwarmde menselijke bebouwing zoals stallen. Ze kunnen zich het gehele jaar door voortplanten en wel 15 generaties per jaar ontwikkelen. Onder gunstige omstandigheden kunnen hieruit enorme hoeveelheden vliegen ontstaan. Uit een toilet met een inhoud van 5 liter zijn weleens 4000 vliegen gekweekt. De entomoloog Howard berekende dat uit een enkel wijfje in nog geen vijf maanden tijd 5,6 biljoen nakomelingen kunnen ontstaan als alle individuen geen enkele tegenstand in hun ontwikkeling zouden hebben. Omgerekend naar gewicht hebben de vliegen een biomassa van 80 ton. In de praktijk worden de meeste vliegen echter als ei, larve of pop al zo massaal belaagd door vijanden dat de meeste exemplaren niet eens de kans krijgen om het tot volwassen vlieg te brengen, zie ook onder vijanden.

### Paring
Als de vlieg uit de pop kruipt, duurt het ongeveer drie dagen voordat de vlieg kan paren. De paring vindt altijd op een vaste ondergrond plaats en nooit in de lucht. De paring van de vlieg verloopt altijd volgens een vast voorspel. Het mannetje immobiliseert hierbij een vrouwtje door haar met zijn poten tegen de grond te drukken. Vervolgens brengt hij zijn stempelachtige zuigsnuit tussen haar ogen. Na dit voorspel brengt het vrouwtje haar legbuis in de geslachtsopening van het mannetje. Hierin bevindt zich het mannelijke geslachtsorgaan zodat het mannetje haar kan bevruchten.

### Ei
Het vrouwtje legt haar eitjes in strohoudende mest, afval, dode dieren, compost of rottende voedingsmiddelen. Het ei is sterk langwerpig en heeft een lengte van ongeveer 1,2 millimeter, het ei is wit. Het vrouwtje kan in totaal meer dan 900 eitjes produceren die in kleinere groepjes worden afgezet. De eitjes komen na twaalf tot 36 uur uit waarbij de larven van de vliegen tevoorschijn komen. Omdat de vrouwtjes van verschillende exemplaren vaak eitjes afzetten op hetzelfde substraat, kunnen zich enorme aantallen maden ontwikkelen. Onder warme omstandigheden kunnen de eitjes al na acht uur uitkomen. De eitjes moeten permanent vochtig blijven tijdens de embryonale ontwikkeling, anders komen ze niet uit.

### Made

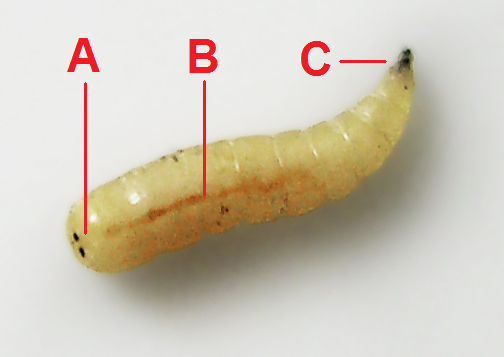
Larve van de huisvlieg, A = achterzijde met ademopeningen, B = darmstelsel, C = kop

De larven van de echte vliegen worden made genoemd. De maden van de verschillende soorten hebben een gelijkende vorm en kleur en zijn zeer moeilijk van elkaar te onderscheiden. De made heeft een duidelijk gesegmenteerd lichaam en een crèmewitte kleur. De larve heeft een torpedoachtige lichaamsvorm met aan de voorzijde de verharde monddelen die te zien zijn als de zwarte punt. Bij nadere bestudering bestaat deze uit een aantal klauwvormige structuren, dit zijn de monddelen van de made. Maden hebben in tegenstelling tot de meeste insectenlarven geen functionele poten. Ze hebben deze in een geschikte leefomgeving ook niet nodig, aangezien ze leven van modderige tot slijmerige substanties zoals de mest van dieren en zich hierin al kruipend voortbewegen. Insectenlarven hebben vaak een verhard deel aan de voorzijde van de kop, het kopschild, dat chitineus is en voor bescherming zorgt. Bij de made is het kopschild sterk gedegenereerd en niet te zien. Net als andere larven van insecten waarbij het kopschild niet zichtbaar is, worden de larven hierdoor afecaal genoemd, wat letterlijk zonder (a-) gezicht (fecaal) betekent.
De achterzijde van de made is duidelijk breder dan de voorzijde en eindigt niet in een punt, maar is vlak. Aan de achterzijde zijn twee duidelijk zichtbare, bruine vlekjes aanwezig. Veel mensen zien hierin de ogen van de made, maar als de achterzijde door een microscoop wordt bekeken, bestaan de vlekjes in werkelijkheid uit twee gaatjes, het zijn de ademhalingsorganen van de larve.
Een pasgeboren made is kleiner dan een millimeter, een volledig ontwikkelde made wordt ongeveer anderhalve centimeter lang. Net als andere insecten die een onvolledige gedaanteverwisseling hebben kent de made drie larvale stadia of instars. Het eerste of primaire stadium is het jongst en het kleinst, de larven vervellen vaak al binnen twee dagen. In het tweede stadium is de secundaire larve al duidelijk groter. Het derde of tertiaire stadium van de made is het laatste larvale stadium. Na twee vervellingen verpoppen de larven zich en wordt een inactief stadium doorlopen, het popstadium.

### Pop
Als de larve zich volledig heeft ontwikkeld, vindt de verpopping plaats. Hierbij kruipt de larve voor de laatste maal uit zijn oude huid en verandert duidelijk van vorm. Dit laatste ontwikkelingsstadium is een lethargisch of inactief stadium waarbij de larve wordt omgebouwd tot een volwassen vlieg.
Als de larve net is verpopt, is de pop net als de larve witgeel. Na enige uren kleurt de pop via oranje tot dieprood en een oudere pop is zwartpaars. De ontwikkelingsduur van de pop is afhankelijk van de omgevingstemperatuur. Bij een optimale temperatuur in een rottende mesthoop is de ontwikkeling na drie dagen voltooid, bij lagere temperaturen na vier tot vijf dagen. Als de temperatuur echter rond de 14 graden is, kan het bijna een maand duren voordat de pop uitsluipt.
De bruine, coconachtige tonnetjes die vaak aangezien worden voor de pop van de vlieg is in werkelijkheid de oude larvenhuid. Dit is te zien aan de duidelijke segmenten aan de achterzijde van de cocon. Bij opening van een dergelijk tonnetje wordt de eigenlijke pop zichtbaar. Dit omhulsel van de pop is het puparium, het bevat een dekseltje dat wordt opengeklapt als de vlieg zijn pop verlaat. De vlieg laat hiertoe een blaasje opzwellen aan de voorzijde van de kop, de voorhoofdsblaas of ptilinum. Hierdoor wordt het deksel van de pophuid geduwd waarna de blaas verdwijnt.

### Imago
De huisvlieg is onder ideale omstandigheden gedurende de ontwikkeling een van de kortst levende insecten. De vlieg is binnen twee weken volwassen en leeft dan nog 16 tot 24 dagen. De vrouwtjes leven meestal iets langer dan de mannetjes. Andere insecten die in het volwassen stadium geen lang leven beschoren zijn, zoals de eendagsvlieg (enkele dagen) en de maanvlinder (drie dagen) leven minstens een jaar als larve.

## Voedsel

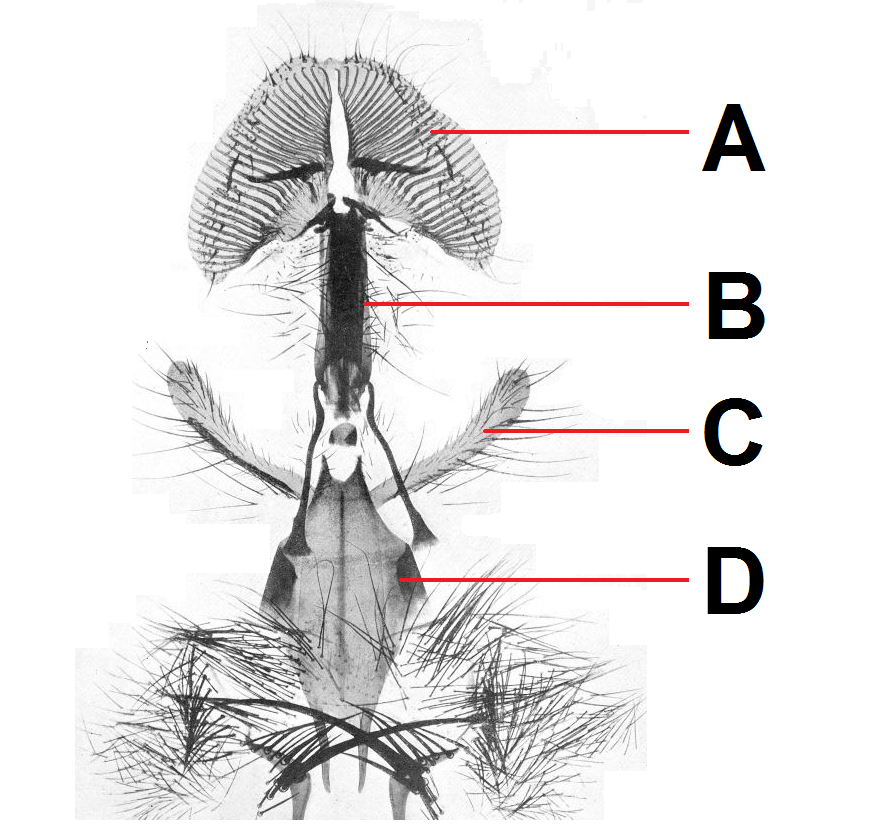
De slurfachtige monddelen van de vlieg met de stempel bovenaan.

De huisvlieg is een alleseter die leeft van zowel dierlijk als plantaardig voedsel. Ook beschimmeld en hevig rottende, in staat van ontbinding verkerende organische substanties zoals dode dieren zijn geschikt als voedsel. Vrijwel alle voedingsstoffen die door de mens worden genuttigd, zijn geschikt als voedsel. Deze grote tolerantie in voedselaanbod heeft ervoor gezorgd dat de vlieg zich met de mens heeft verspreid en in alle delen van de wereld voorkomt. Oorspronkelijk, toen de mens nog niet was ontwikkeld, leefde de huisvlieg op de mest van grote zoogdieren.
De monddelen van de huisvlieg zijn gespecialiseerd in zuigen. In tegenstelling tot de meeste insecten kunnen vliegen geen voedsel verkleinen met kaken zoals veel kevers dat doen. Ze hebben een slurfachtige zuigsnuit of proboscis die eindigt in een stempelachtig orgaan dat alleen vloeibaar voedsel naar de maag kan brengen. De stempel bevat hiertoe kleine haartjes die het vloeibare voedsel via capillaire werking omhoog transporteren, hier is dus geen spierkracht bij benodigd. Om de effectiviteit te vergroten, maakt de vlieg deppende bewegingen op het substraat. Omdat de structuren die gebruikt worden bij de voedselopname op tracheeën lijken, worden de mondhaartjes wel pseudotracheeën genoemd.
De vlieg kan vaste stoffen niet direct opnemen, maar is wel in staat het speeksel te gebruiken door dit op het voedsel aan te brengen, waarna de voedseldeeltjes worden vermengd en het alsnog kan worden opgezogen.
Voordat het voedsel in het spijsverteringsstelsel terechtkomt, wordt het eerst een aantal keer gemengd met speeksel. Dit is te zien doordat de vlieg regelmatig een druppel uit de monddelen laat vloeien en deze vervolgens weer opzuigt. Biologen vergelijken deze vorm van voorverteren wel met herkauwen. zie foto.

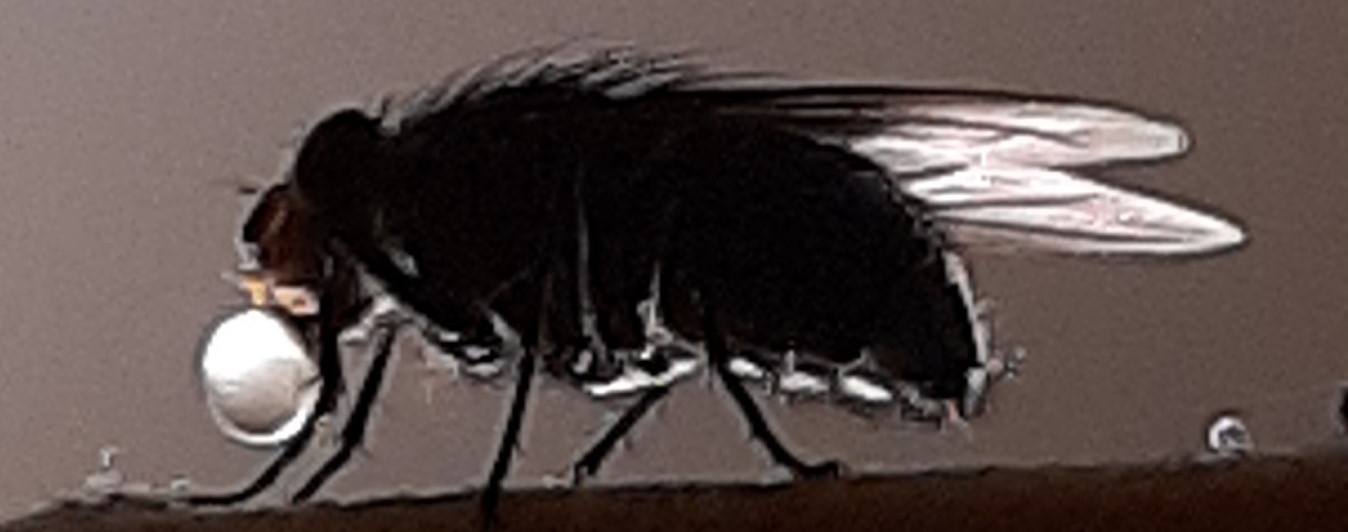
"herkauwende" huisvlieg.

Huisvliegen komen af op zweet van zoogdieren, ze worden aangetrokken door de geur en het vocht bevat voor de vlieg de benodigde mineralen. Bij dieren als koeien en paarden worden vliegen vaak rond de ogen gezien, waar ze het traanvocht opzuigen. Dit gedrag komt ook voor bij andere vliegen en zelfs bij andere insecten als vlinders.

## Vijanden
De huisvlieg heeft vrijwel iedere insecteneter te vrezen, zowel generalistische predatoren als spinnen die ook andere prooien eten, als meer gespecialiseerde soorten die alleen van de huisvlieg en verwanten leven. Een voorbeeld is de sluipwesp Muscidifurax raptor, waarvan de vrouwtjes hun eieren afzetten in de poppen van de vlieg. De larven komen uit in de pop en eten deze vervolgens van binnenuit levend op. Uit de vliegenpop verschijnen ten slotte nieuwe wespjes die nadat ze gepaard hebben direct op zoek gaan naar nieuwe poppen. De huisvlieg heeft ook te lijden onder verschillende eencellige parasieten, zoals de trypanosoom Herpetomonas muscarum, entomopathogene rondwormen en entomopathogene schimmels als Entomophthora muscae.

Vijanden
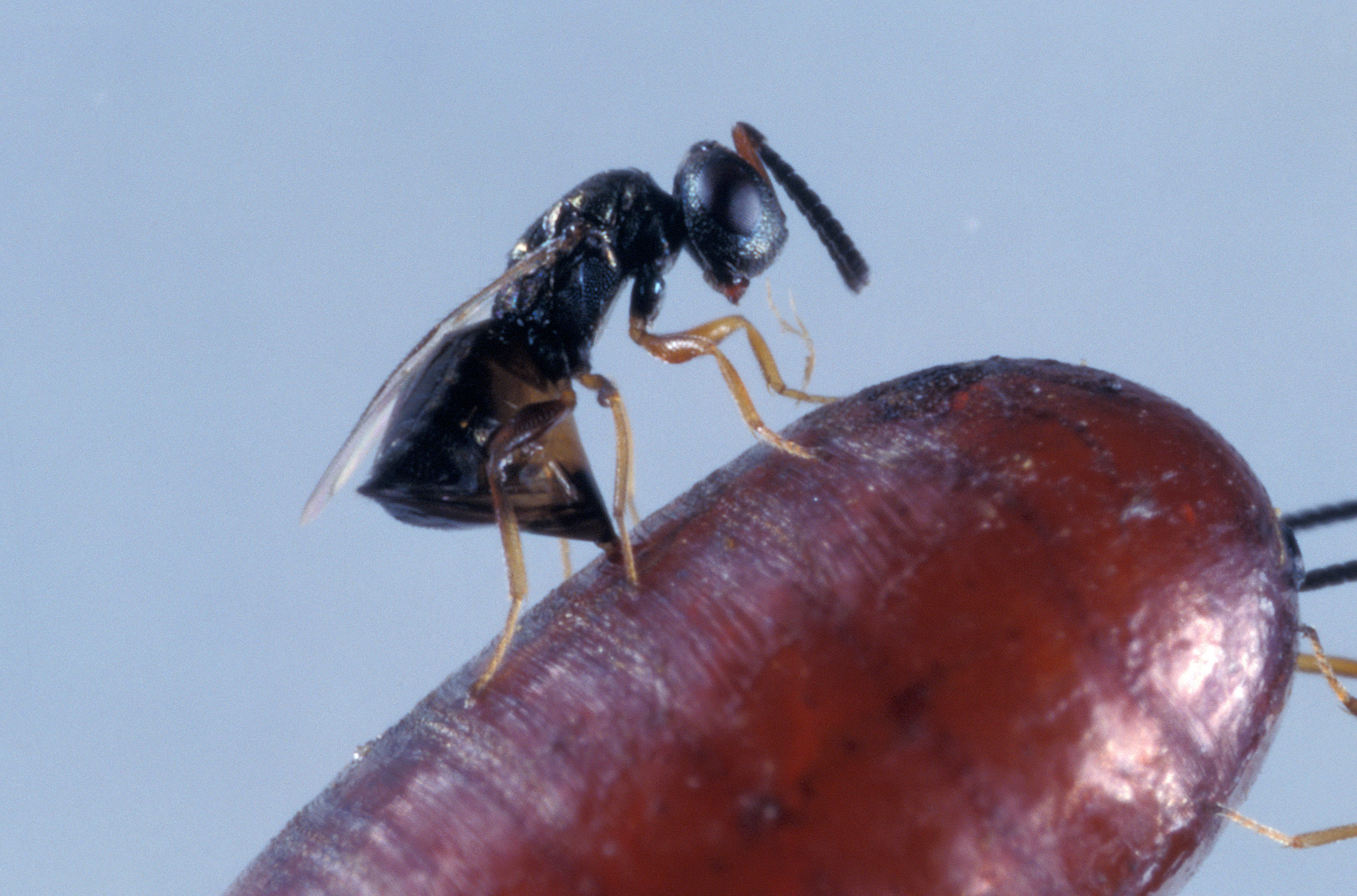
De sluipwesp Muscidifurax raptor zet een ei af in een vliegenpop.
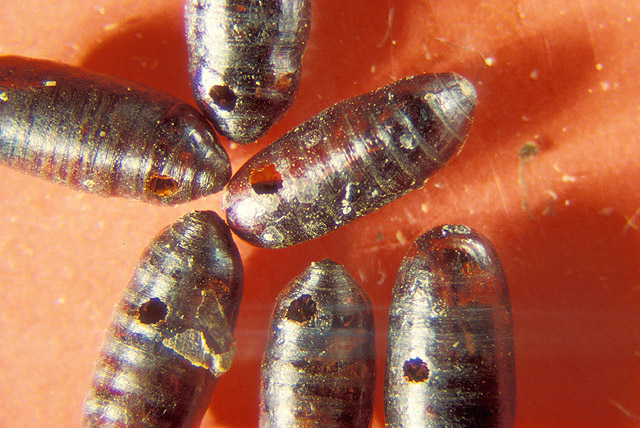
De door de parasitaire wespjes verlaten poppen zijn te herkennen aan een rond gaatje.
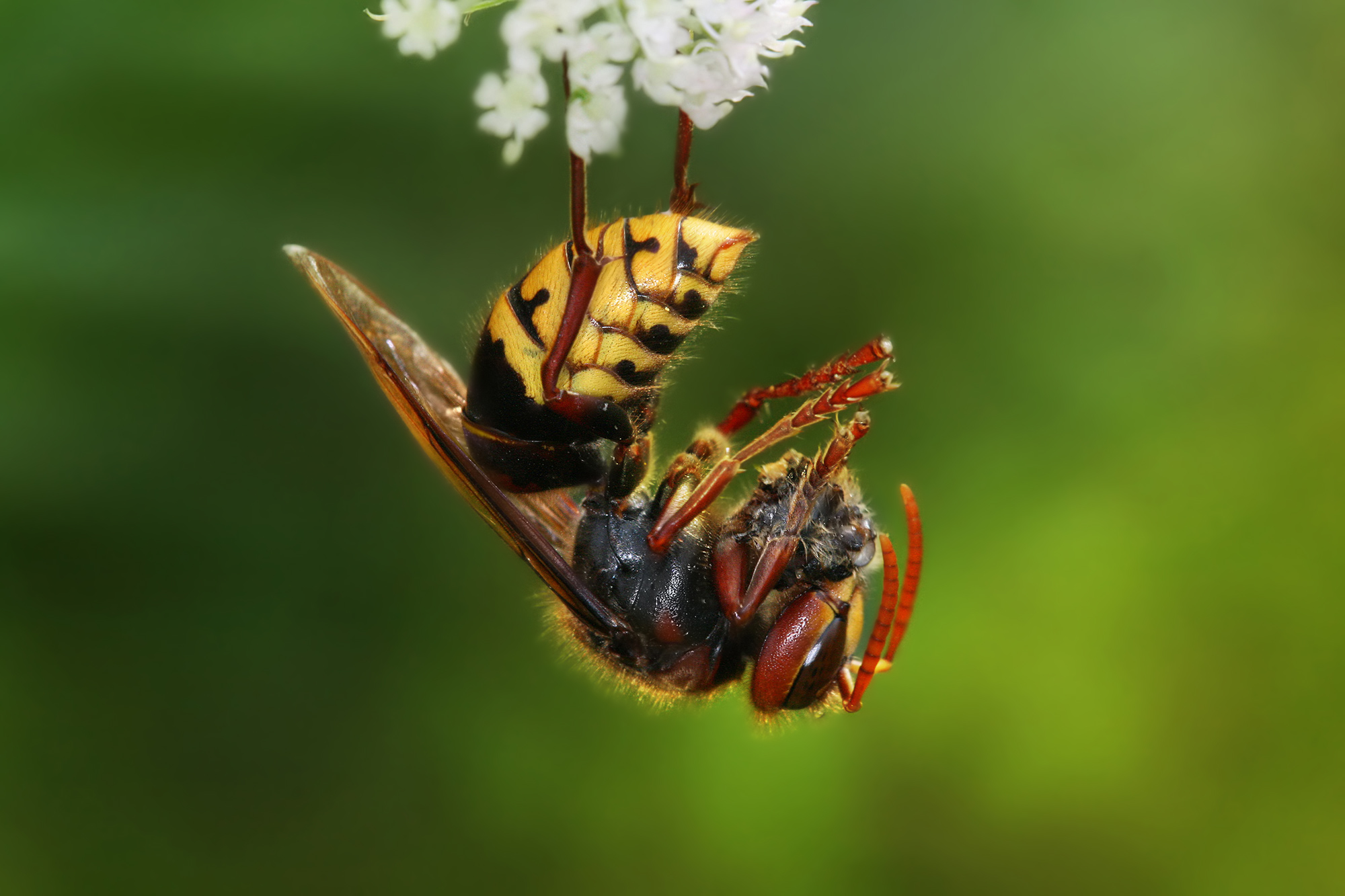
Een Europese hoornaar eet een vlieg.
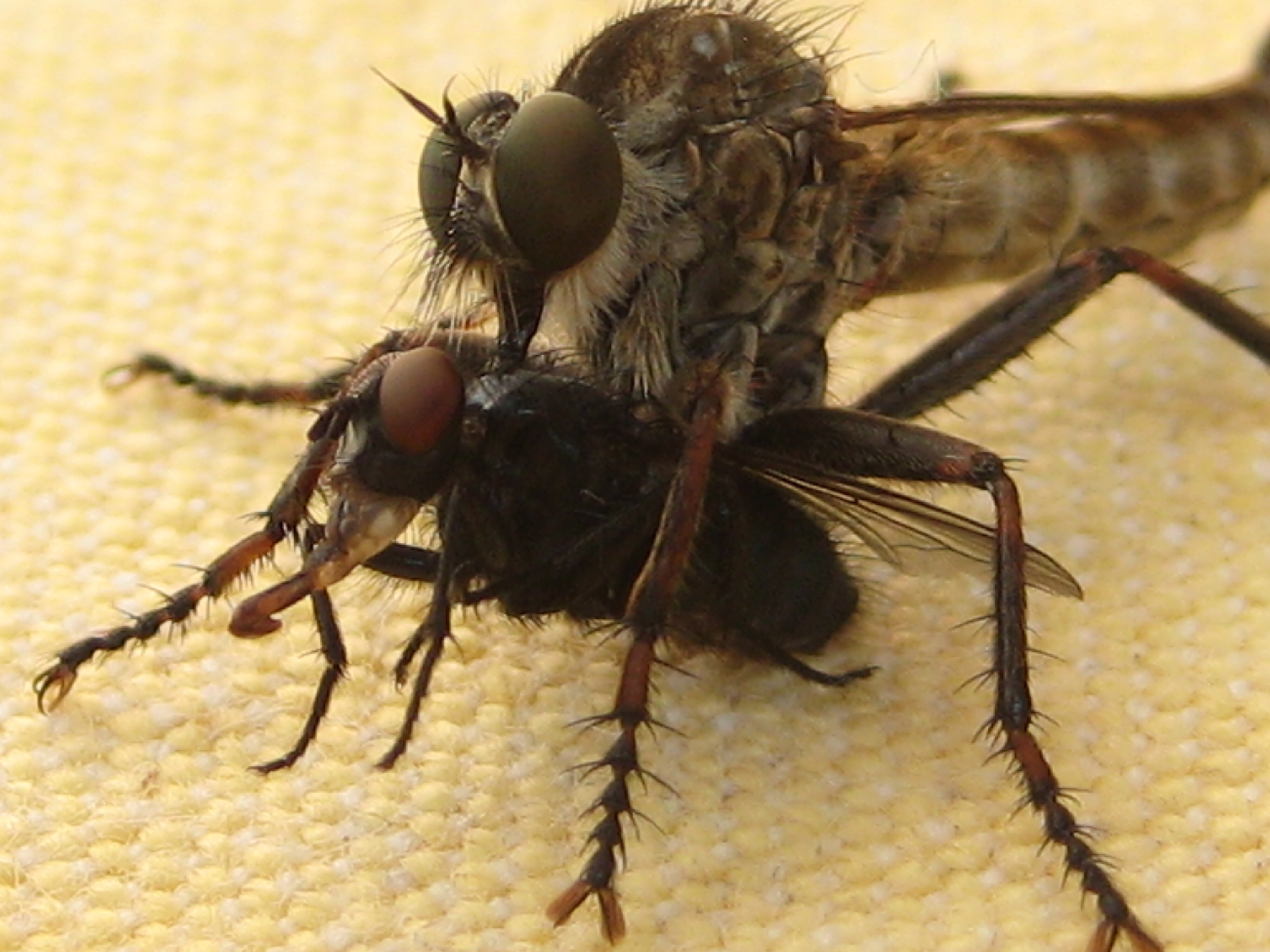
Een roofvlieg zuigt een vlieg uit.
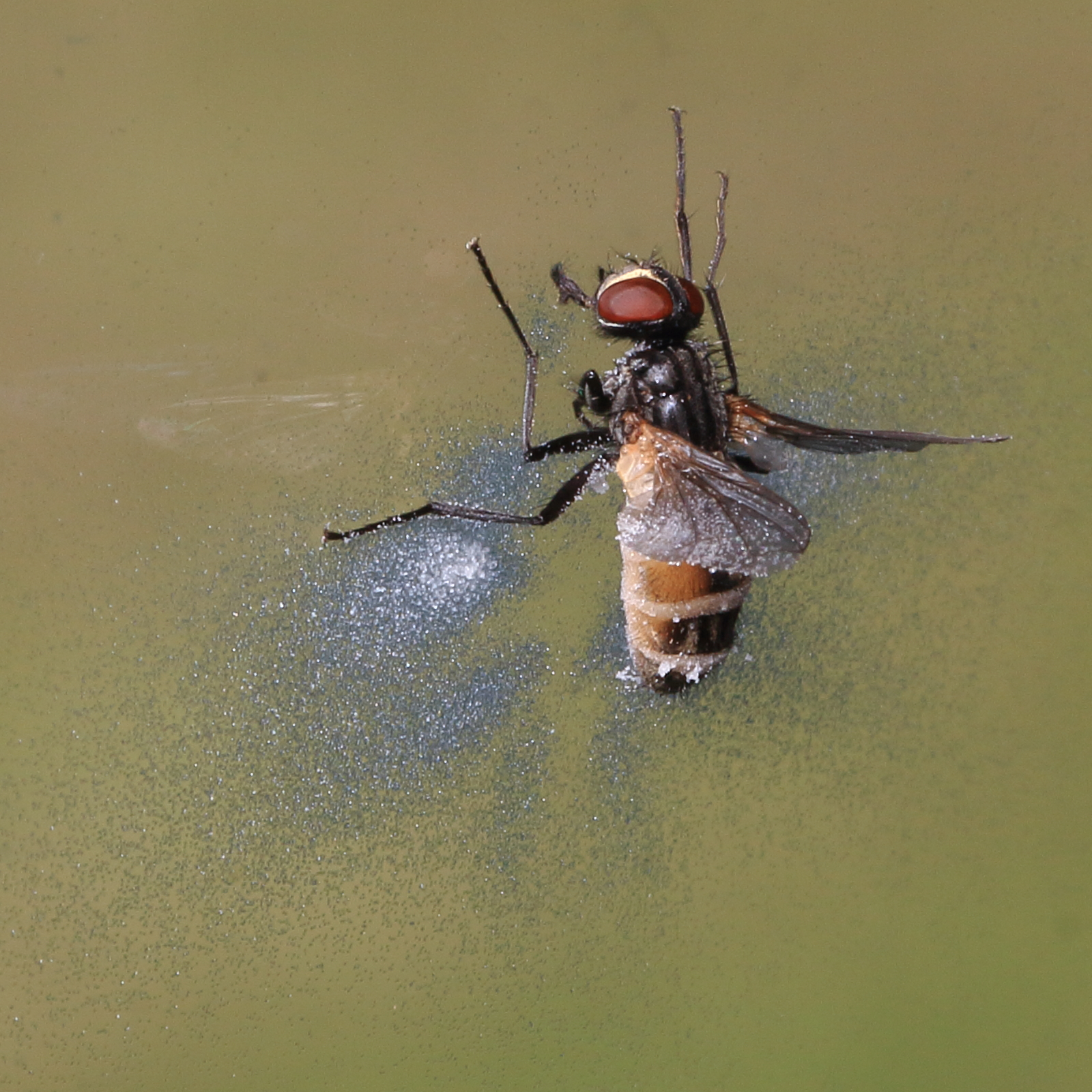
Entomophthora muscae lanceert conidia (sporen) vanaf een geïnfecteerde huisvlieg.

Gewervelde dieren die veel vliegen eten zijn vogels, reptielen, amfibieën en kleine zoogdieren. Ongewervelde vijanden die een breed scala aan insecten eten zijn spinnen, wespen en roofvliegen. Vooral wespen als de Duitse wesp en de Europese hoornaar ruimen grote hoeveelheden vliegen op. Een andere vijand van de vlieg is de mens die vliegen doodt omdat hij de vlieg als storend beschouwt.

## De huisvlieg en de mens
De huisvlieg maakt voor de mens niet zo'n duidelijk zoemend geluid als andere algemeen voorkomende vliegen rond het huis. Voorbeelden zijn de groene vleesvlieg (Phaenicia sericata), de veel grotere bromvlieg (Lucilia) en de dambordvlieg (Sarcophaga carnaria), die duidelijker hoorbaar zijn. Alleen als de huisvlieg zich dicht bij het oor bevindt is zijn zoemende vleugelslag goed hoorbaar.
Een gemuteerde variant van de huisvlieg wordt wel gebruikt als voedseldier voor in gevangenschap gehouden huisdieren die insecten eten. Voorbeelden zijn kikkers en kleine hagedissen. Deze mutatie wordt wel krulvlieg genoemd, omdat de vleugels dusdanig misvormd zijn dat de vlieg niet meer kan vliegen. De vleugels zijn duidelijk gekromd en ook is de krulvlieg blind zodat vijanden niet meer kunnen worden waargenomen. Krulvliegen zijn hierdoor erg actief en proberen wel te vliegen, maar maken slechts kleine sprongetjes. Krulvliegen verstoppen zich niet en botsen overal tegenaan, zodat ze een gemakkelijke prooi zijn.
De larven van vliegen worden wel gebruikt om wonden schoon te maken, maar hiervoor wordt voornamelijk de larve van de groene vleesvlieg gebruikt.

### Ziektenverspreiding

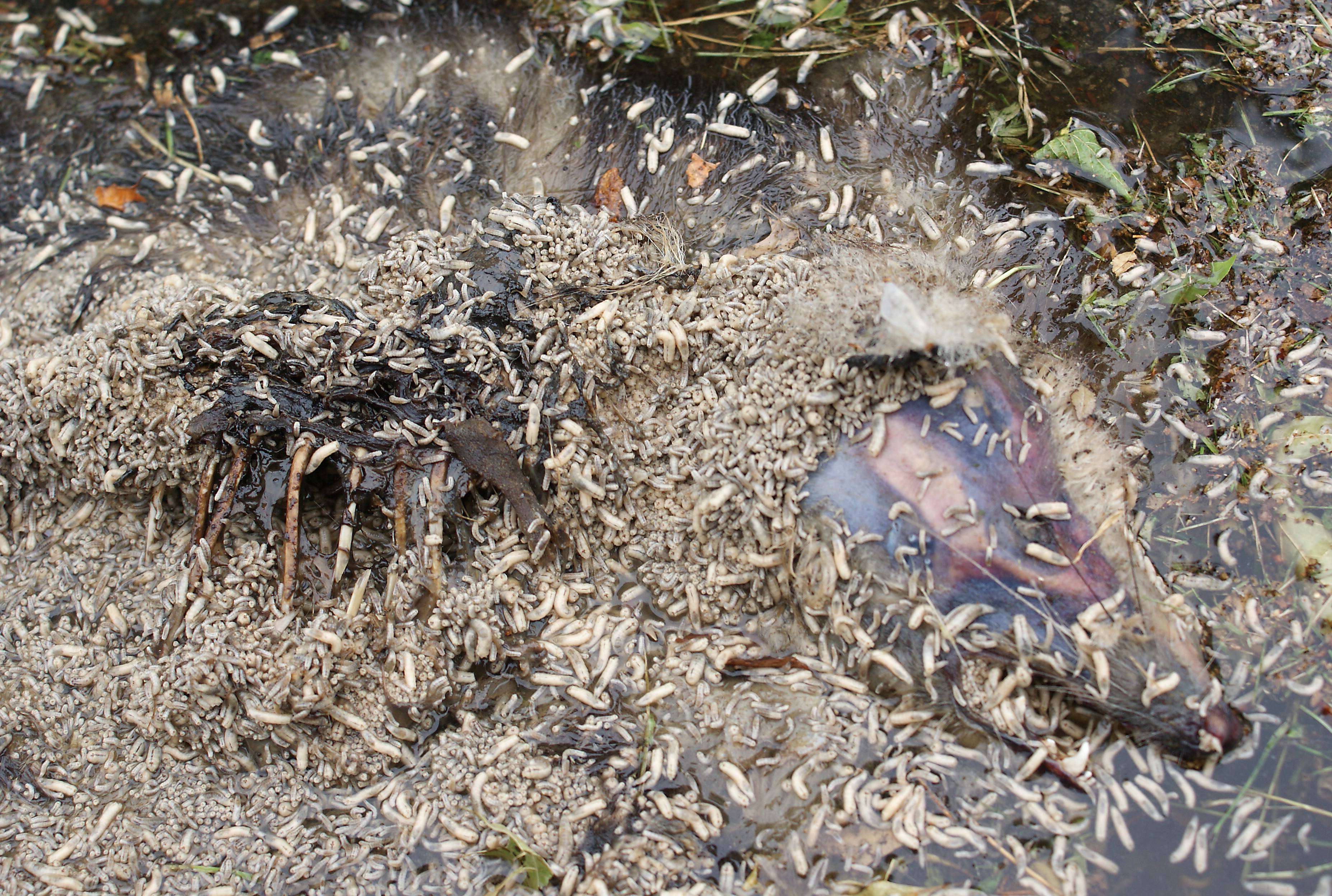
De larven* leven in rottend organisch materiaal, hier in een dode Virginiaanse opossum

De huisvlieg is niet direct gevaarlijk voor de mens, de vlieg kan in tegenstelling tot andere vliegen als dazen niet bijten. Net als andere echte vliegen uit de familie echte vliegen (Muscidae) kan de huisvlieg ook niet steken met een angel en is niet giftig. Toch brengt de vlieg schade toe aan de mens door het verspreiden van ziekteverwekkers als virussen, schimmels en bacteriën. Deze veroorzaken voedselbederf wat tot aanzienlijke schade kan leiden. De huisvlieg is niet te vergelijken met de mug die bloed zuigt en zo direct de bloedbaan kan besmetten met parasieten. Vliegen verspreiden ziekteverwekkers door ze ongemerkt over te brengen van een onhygiënische ondergrond zoals dierlijke uitwerpselen naar een hygiënisch oppervlak, zoals een vers gesmeerde boterham. Ook de uitwerpselen van de vlieg kunnen tot een besmetting met verschillende pathogenen leiden. Ten slotte is ook bekend dat de vlieg 's nachts op de lippen van een slapende mens gaat zitten om speekselvocht te drinken.
De huisvlieg kan hierdoor bij de mens gevaarlijke ziektes en parasieten overbrengen, voorbeelden zijn tyfus, parasitaire wormen, lepra, salmonella, cholera, polio, dysenterie, tuberculose en trachoom.
In westerse landen zijn veel van dergelijke ziektes de kop ingedrukt door de sterk toegenomen hygiëne, maar in vroeger tijden was de vlieg een belangrijke vector van dergelijke ziektes. In derdewereldlanden speelt de huisvlieg tegenwoordig een niet onbelangrijke rol als ziekteverspreider, al zijn andere schadelijke tweevleugeligen zoals de tseetseevlieg en de malariamug veel dodelijker. De huisvlieg verspreidt zich doorgaans niet ver van de plaats waar de vlieg uit het ei is gekropen, meestal niet verder dan enkele honderden meters.

### Bestrijding

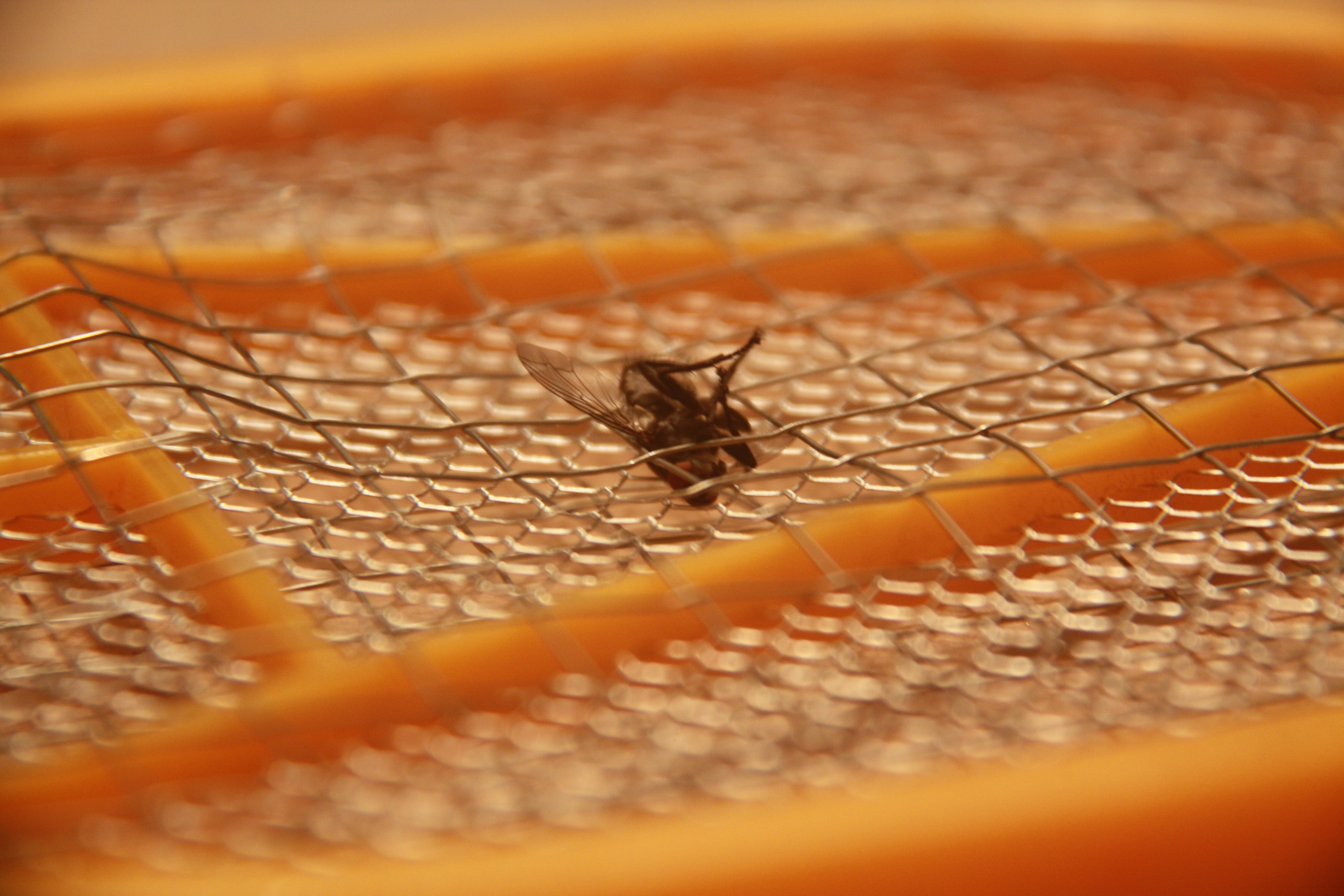
Met een elektrische vliegenmepper worden vliegen geëlektrocuteerd

De huisvlieg wordt door de mens bestreden, de bestrijding van de vlieg bestaat voornamelijk uit preventieve maatregelen. Zolang de huisvlieg geen voedsel kan vinden, kan het dier zich niet voortplanten. In stallen wordt hiertoe de mest zo snel mogelijk opgeruimd en wordt de stal schoongehouden om verspreiding van de vlieg tegen te gaan. In keukens is het zaak om voedselresten direct weg te gooien, voedsel niet onbedekt achter te laten en te zorgen dat afval zich niet kan ophopen, bijvoorbeeld achter keukenapparatuur.
De bestrijding van vliegen in de woonkamer gebeurt op verschillende manieren, zoals het voorkomen dat vliegen binnen kunnen komen. Dit kan door horregaas te plaatsen en afval luchtdicht te verpakken.
Vliegen die ondanks voorzorgsmaatregelen toch in de directe leefomgeving van de mens worden aangetroffen, zoals in de woonkamer, kunnen op verschillende manieren worden bestreden. Een bekende vliegenval is de vliegenstrip, die bestaat uit een strook papier die aan beide zijden zeer kleverig is en een lokmiddel bevat zodat het oppervlak aantrekkelijk wordt voor vliegen om op te landen. Zodra de vlieg zich aan de ondergrond heeft gehecht, komt hij niet meer los. De vliegenstrip moet regelmatig worden vervangen, omdat de efficiëntie verloren gaat naarmate er meer vliegen aan kleven.
Een andere methode is een uv-lamp die vliegen aantrekt, met daarvóór een metalen rooster dat onder stroom staat. Als een vlieg naar de lichtbron vliegt, wordt hij geëlektrocuteerd en komt het lijk in een verwijderbaar reservoir terecht. Een nadeel van deze methode is dat men moet oppassen dat huisdieren niet met de val in aanraking kunnen komen.
De bekendste methode ten slotte is de vliegenmepper. Dit is in de regel een plastic steel met een verdikte onderzijde die dient als handvat en de andere zijde eindigt sterk verbreed. Een vliegenmepper lijkt wat op een tennisracket doordat het oppervlak plat is en vele uitsparingen heeft. Vliegen kunnen echter binnen een tijdsspanne van 200 milliseconden op de vliegenmepper reageren door weg te vliegen.

## Afbeeldingen

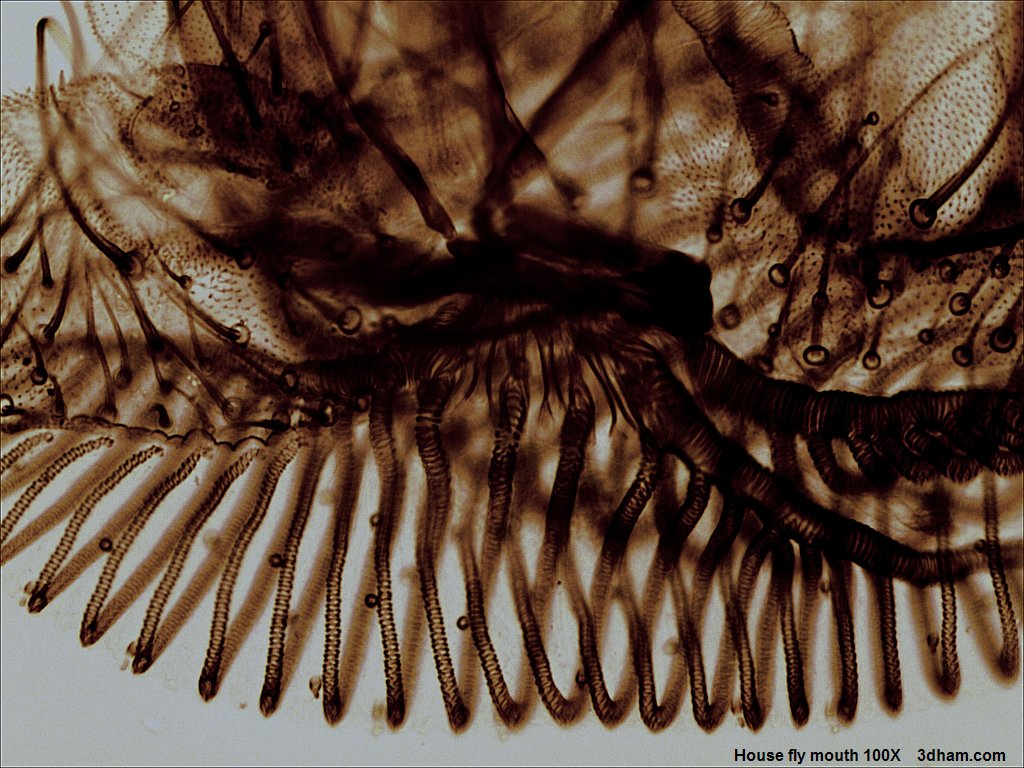
Detail van de stempel van de vlieg*
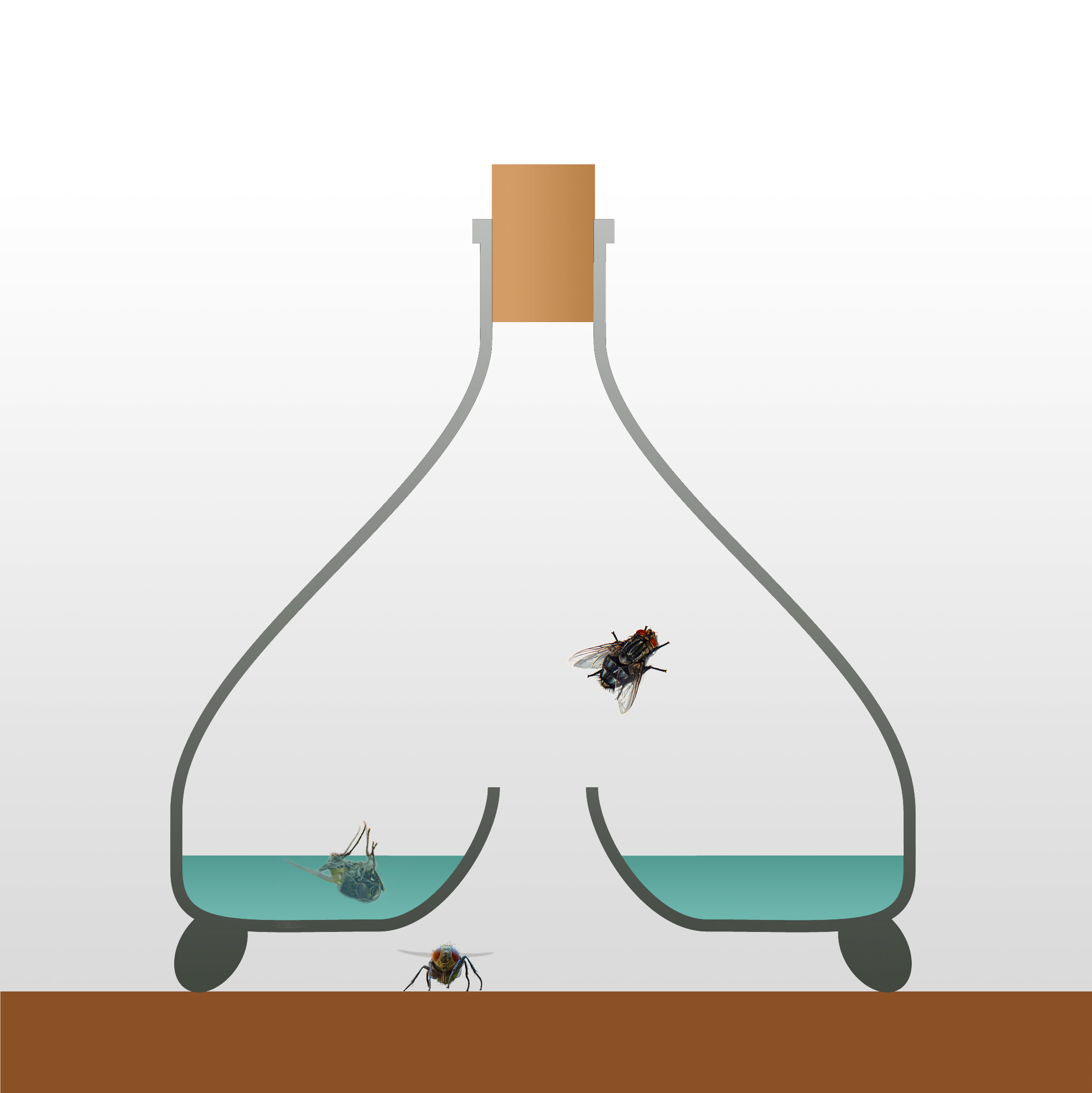
Werking van een vliegenval
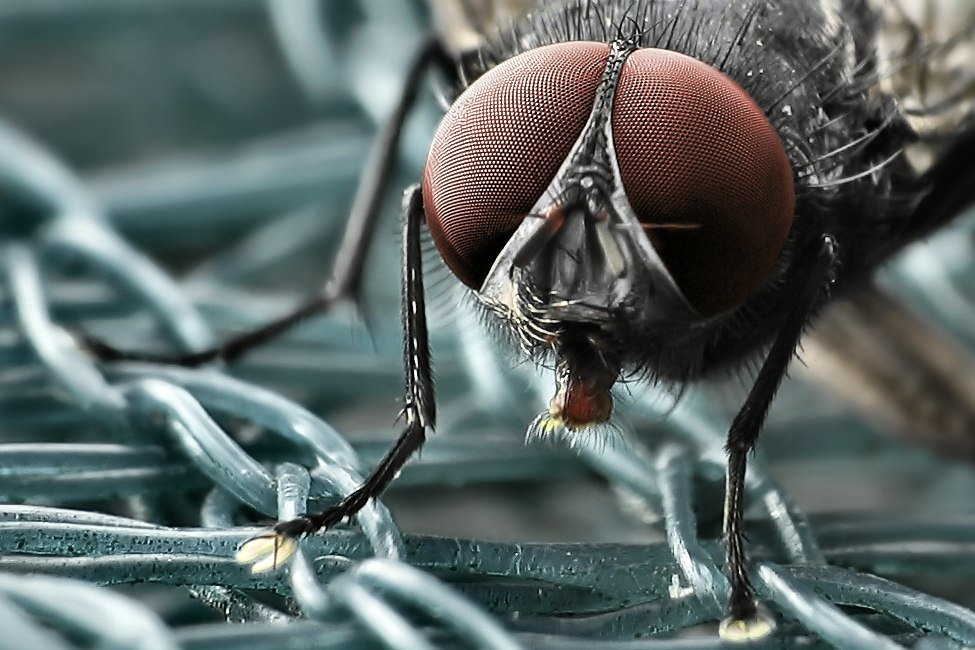
Macro-opname van de kop*
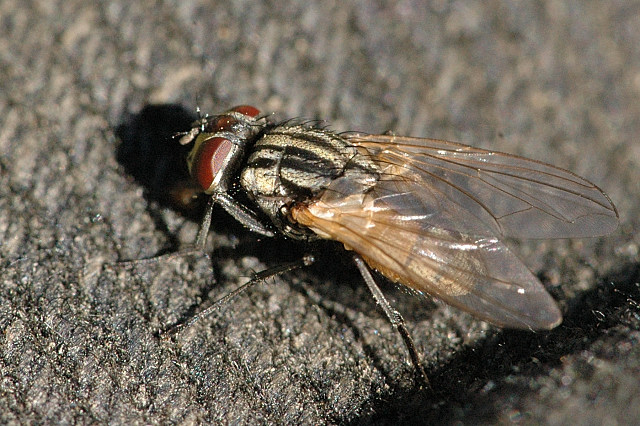
Vrouwtje